# Prodromus Florae Nepalensis
Prodromus Florae Nepalensis (abreviado Prodr. Fl. Nepal.)  es un libro con ilustraciones y descripciones botánicas que fue escrito por David Don y publicado en el año 1825, con el nombre de Prodromus Florae Nepalensis, sive Enumeratio Vegetabilium, quae in Itinere per Nepaliam Proprie Dictam et Regiones Conterminas, Ann. 1802-1803. Detexit atque legit D. D. Franciscus Hamilton, (olim Buchanan) M.D. London. Está basada en la recolección efectuada por los botánicos Francis Buchanan-Hamilton y Nathaniel Wallich del Jardín Botánico de Calcuta.